# Юнацька збірна Югославії з футболу (U-20)
Юнацька збірна Югославії з футболу (U-20) — національна футбольна збірна із гравців віком до 20 років, яка представляла СФРЮ до розпаду цієї країни на початку 1990-х. Керівництво командою здійснював Футбольний союз Югославії.
Команда скликалася для участі у Молодіжному чемпіонаті світу, а також могла брати участь у товариських і регіональних змаганнях. За свою історію взяла у участь у двох молодіжних світових першостях, другу з яких, чемпіонат 1987 року, виграла.

## Історія
За роки свого існування збірна стала учасницею двох молодіжних чемпіонатів світу. На чемпіонаті 1979 року югослави розгромили з рахунком 5:0 індонезійську «молодіжку», але все ж не подолали груповий етап, зазнавши поразок від збірних Польщі (0:2) та Аргентини (0:1)
Але другий для югославів молодіжний чемпіонат світу 1987 року був значно успішнішим — команда виграла усі свої матчі у групі і на стадії плей-оф, у серії пенальті здолала у фіналі збірну ФРН і стала чемпіоном світу. Приз найкращому гравцеві турніру виборов Роберт Просинечки.
Надалі низка чемпіонів світу U-20 встигли зіграти за головну збірну Югославії на дорослому чемпіонаті світу 1990, а згодом стали лідерами національних збірних, утворених після розпаду СФРЮ. Той же Просинечки разом із захисниками Ігорем Штимацем і Робертом Ярні, партнером по півзахисту Звонимиром Бобаном та нападником Давором Шукером уособлювали собою обличчя збірної Хорватії протягом 1990-х, зокрема ставши бронзовими призерами ЧС-1998. Учасниками плей-оф тієї світової першості були їх партнери по команді U-20 Драгоє Лекович, Бранко Брнович і Предраг Міятович, які 1998 року вже захищали кольори Союзної Республіки Югославія.

## Виступи на чемпіонатах світу U-20
| Рік    | Раунд              | І | В | Н | П | Г+ | Г- |
| ------ | ------------------ | - | - | - | - | -- | -- |
| 1977   | не кваліфікувалася | – | – | – | – | –  | –  |
| 1979   | Груповий етап      | 3 | 1 | 0 | 2 | 5  | 3  |
| 1981   | не кваліфікувалася | – | – | – | – | –  | –  |
| 1983   | не кваліфікувалася | – | – | – | – | –  | –  |
| 1985   | не кваліфікувалася | – | – | – | – | –  | –  |
| 1987   | переможець         | 6 | 5 | 1 | 0 | 17 | 6  |
| 1989   | не кваліфікувалася | – | – | – | – | –  | –  |
| 1991   | не кваліфікувалася | – | – | – | – | –  | –  |
| 1993   | не кваліфікувалася | – | – | – | – | –  | –  |
| Усього | 2/9                | 9 | 6 | 1 | 2 | 22 | 9  |